# Buhler (Kansas)
Buhler es una ciudad ubicada en el condado de Reno en el estado estadounidense de Kansas. En el año 2010 tenía una población de 1327 habitantes y una densidad poblacional de 884,67 personas por km².

## Geografía
Buhler se encuentra ubicada en las coordenadas 38°8′17″N 97°46′22″O / 38.13806, -97.77278 (38.138147, -97.772891).

## Demografía
Según la Oficina del Censo en 2000 los ingresos medios por hogar en la localidad eran de $44,107 y los ingresos medios por familia eran $50,598. Los hombres tenían unos ingresos medios de $31,976 frente a los $20,592 para las mujeres. La renta per cápita para la localidad era de $18,278. Alrededor del 1.4% de la población estaban por debajo del umbral de pobreza.